# Агафонов Олексій Іванович
Олексій Іванович Агафонов (16 березня 1924 — 15 травня 1978) — учасник Німецько-радянської війни (командир розрахунку протитанкової рушниці (ПТР) 7-го гвардійського винищувально-протитанкового дивізіону 7-го гвардійського кавалерійського корпусу 61-ої армії Центрального фронту, гвардії червоноармієць, Герой Радянського Союзу (1944), гвардії молодший лейтенант.

## Біографія
Народився 16 березня 1924 року в селі Борівське, нині селище міського типу в Луганській області України, у селянській родині. Українець. Закінчив 7 класів.
У Червоній Армії з жовтня 1941 року. На фронті з 1942 року.
Командир розрахунку ПТР 7-го гвардійського винищувально-протитанкового дивізіону (7-й гвардійський кавалерійський корпус, 61-а армія, Центральний фронт) гвардії червоноармієць Олексій Агафонов особливо відзначився при форсуванні річки Дніпро в Комаринському нині Брагінському районі Гомельської області Білорусі.
26 вересня 1943 року під ураганним ворожим кулеметним вогнем на чолі довіреного розрахунку ПТР гвардії червоноармієць Агафонов серед перших у підрозділі переправився на правий берег річки. Непомітно наблизившись до позицій ворога, бронебійник Агафонов закидав ворожу траншею гранатами, зав'язав рукопашний бій і змусив гітлерівців відступити, що дозволило 7-му гвардійському винищувально-протитанковому дивізіону подолати водний рубіж.
У бою за плацдарм у районі села Колибань гвардії червоноармієць Олексій Агафонов знищив розрахунки двох кулеметів, підбив танк, підпалив машину з боєприпасами супротивника.
Указом Президії Верховної Ради СРСР «Про присвоєння звання Героя Радянського Союзу генералам, офіцерському, сержантському та рядовому складу Червоної Армії» від 15 січня 1944 року «за зразкове виконання бойових завдань командування на фронті боротьби з німецько-фашистськими загарбниками та виявлені при цьому мужество та героїзм» гвардії червоноармійцю Агафонову Олексію Івановичу присвоєно звання Героя Радянського Союзу з врученням ордена Леніна та медалі «Золота Зірка» (№ 3197).
Після війни гвардії молодший лейтенант Агафонов А. І. — у запасі. Жив та працював у місті Сєвєродонецьку нині Луганської області України на заводі. Помер 15 травня 1978 року.

## Нагороди
- Медаль «Золота Зірка» Героя Радянського Союзу
- Орден Леніна
- Медалі